# MaK DE 502
A MaK DE 502 dízel-elektromos tolatómozdony-sorozat, a MaK DE 501 utódja, amelyet a Maschinenbau Kiel (MaK) gyártott 1985 és 1989 között, összesen 13 példányban. A DE 502 nagyban hasonlít az elődjére, azonban a régebbi konstrukcióba is szerelt MWM-motor mellett egy új, erősebb MTU-motorral is rendelhető volt, valamint az elektromos rendszereket is modernizálták. A MaK DE 502 tengelyelrendezése Co, üzemi tömege 60–66 tonna, maximális megengedett sebessége 45 km/h (28 mph), tüzelőanyag-tartálya 1700 l (370 imp gal; 450 US gal) kapacitású. A mozdonyt kettő különböző motortípussal lehetett rendelni, az MTU által gyártott motor névleges teljesítménye 560 kW (761 PS), míg az MWM-motoré 510 kW (693 PS).
A MaK DE 502-ből 1985 és 1989 között tizenhárom példány készült. Ezek közül négy mozdony a RAG Bahn und Häfenhez, három a Sophia-Jacoba bányavállalathoz, kettő a BASF-hez és egy-egy a Daimler-Benzhez és a BBC-hez került. A három Sophia Jacoba-mozdonyt 2008 márciusában átvette a Mittelweserbahn.
A DE 502 és a DE 501 a német járműnyilvántartásban a 98 80 0271 sorszámmal szerepel.

## Üzemeltetők
1985 és 1989 között tizenhárom DE 502 típusú mozdonyt építettek, hetet MTU- és hatot MWM-motorral szereltek. Legnagyobb megrendelője RAG Bahn und Häfen volt négy mozdonnyal. A 2010-es évektől kezdve három DE 502-mozdonyt selejteztek.
| MaK DE 502-mozdonyok listája |             |                                                               |                                                 | |
| Gyártási szám                | Gyártás éve | Első üzemeltető                                               | Legutóbbi üzemeltető                            | Megjegyzés |
| 700077                       | 1985        | Gewerkschaft Sophia Jacoba „14“                               | Duisport Rail GmbH                              | Korábban Sophia Jacoba GmbH „14“, SJ Brikett- und Extrazitfabriken GmbH „14“, Mittelweserbahn GmbH „V 761“, BASF – Werk Mannheim. A Mittelweserbahn bérmozdonya |
| 700078                       | 1985        | Wanne-Herner Eisenbahn und Hafen „29“                         | Duisport Rail GmbH „271 102-2“                  | Korábban SFW Schienenfahrzeugwerk Delitzsch GmbH, Eisenbahn Anlagen Handel GmbH. UIC-pályaszáma 98 80 0271 102-2 D-PR |
| 700079                       | 1985        | Wanne-Herner Eisenbahn und Hafen „30“                         | Duisport Rail GmbH „30“                         | Korábban SFW Schienenfahrzeugwerk Delitzsch GmbH, Eisenbahn Anlagen Handel GmbH. UIC-pályaszáma 98 80 0271 103-0 D-PR |
| 700080                       | 1985        | Daimler-Benz, Sindelfingen „1“                                | BKE Eisenbahn-Service GmbH                      | Korábban Daimler-Benz AG „19-001“, DaimlerChrysler AG – Werk Sindelfingen „19-001“, Daimler AG – Werk Sindelfingen „19-001“ |
| 700081                       | 1986        | Krupp MaK Maschinenbau GmbH                                   | Eisenbahndienstleister GmbH „837 804-4“         | Korábban Brown, Boverie & Cie. AG, Moos Stahl AG, Panlog–Moos AG, Panlog AG „837 804-4“, Panlog AG „Panlok 3“. UIC-pályaszáma 98 85 5837 804-4 CH-EDG |
| 700082                       | 1987        | Gewerkschaft Sophia Jacoba „15“                               | Verkehrsbetriebe Grafschaft Hoya GmbH „271 106“ | Korábban Sophia Jacoba GmbH „15“, SJ Brikett- und Extrazitfabriken GmbH „15“, Vossloh Locomotives GmbH, Mittelweserbahn GmbH „V 762“, InfraServ Logistics GmbH – Werk Frankfurt (Main)-Höchst, Sasol Solvents Germany GmbH – Werk Moers-Meerbeck, Verkehrsbetriebe Grafschaft Hoya GmbH „V 762“. A Mittelweserbahn bérmozdonya, UIC-pályaszáma 98 80 0271 106-3 D-EVB |
| 700083                       | 1987        | BASF AG, Ludwigshafen „36“                                    | B & V Leipzig GmbH „36“                         | Korábban BASF SE – Werk Ludwigshafen „36“ |
| 700084                       | 1987        | BASF AG, Ludwigshafen „37“                                    | Duisport Rail GmbH                              | Korábban BASF SE – Werk Ludwigshafen „37“, EAH Eisenbahn Anlagen Handel GmbH „37“, RailMaint GmbH „37“. UIC-pályaszáma 98 80 0271 003-2 D-PR |
| 700085                       | 1989        | Gewerkschaft Sophia Jacoba „16“                               | Rail Center Duisburg GmbH „271 109“             | Korábban Sophia Jacoba GmbH „16“, SJ Brikett- und Extrazitfabriken GmbH „16“, Vossloh Locomotives GmbH, Mittelweserbahn GmbH „V 763“, Rail Center Duisburg GmbH „V 763“. A Mittelweserbahn bérmozdonya, UIC-pályaszáma 98 80 0271 109-7 D-EVB |
| 700095                       | 1989        | Ruhrkohle AG – Zechenbahn- und Hafenbetriebe Ruhr-Mitte „561“ | RBH Logistics GmbH „561“                        | Korábban Ruhrkohle AG – RAG Bahn- und Hafenbetriebe „561“, Deutsche Steinkohle AG – RAG Bahn- und Hafenbetriebe „561“, RAG Bahn und Hafen GmbH „561“. 2021-ben a leverkuseni Bender Recycling GmbH & Co. KG telephelyén ócskavasként feldarabolták |
| 700096                       | 1989        | Ruhrkohle AG – Zechenbahn- und Hafenbetriebe Ruhr-Mitte „562“ | RBH Logistics GmbH „562“                        | Korábban Ruhrkohle AG – RAG Bahn- und Hafenbetriebe „562“, Deutsche Steinkohle AG – RAG Bahn- und Hafenbetriebe „562“, RAG Bahn und Hafen GmbH „562“. 2019-ben a leverkuseni Bender Recycling GmbH & Co. KG telephelyén ócskavasként feldarabolták |
| 700097                       | 1989        | Ruhrkohle AG – Zechenbahn- und Hafenbetriebe Ruhr-Mitte „563“ | Duisport Rail GmbH                              | Korábban Ruhrkohle AG – RAG Bahn- und Hafenbetriebe „563“, Deutsche Steinkohle AG – RAG Bahn- und Hafenbetriebe „563“, RAG Bahn und Hafen GmbH „563“, RBH Logistics GmbH „563“, Eisenbahn Anlagen Handel GmbH, Grillo-Werke AG. UIC-pályaszáma 98 80 0271 563-5 D-PR                                                                                                  |
| 700098                       | 1989        | Ruhrkohle AG – Zechenbahn- und Hafenbetriebe Ruhr-Mitte „564“ | RBH Logistics GmbH „564“                        | Korábban Ruhrkohle AG – RAG Bahn- und Hafenbetriebe „564“, Deutsche Steinkohle AG – RAG Bahn- und Hafenbetriebe „564“, RAG Bahn und Hafen GmbH „564“. 2011-ben selejtezték |

## Fordítás
- Ez a szócikk részben vagy egészben  a   MaK DE 502 című német Wikipédia-szócikk ezen változatának fordításán alapul.  Az eredeti cikk szerkesztőit annak laptörténete sorolja fel. Ez a jelzés csupán a megfogalmazás eredetét és a szerzői jogokat jelzi, nem szolgál a cikkben szereplő információk forrásmegjelöléseként.